# Han (estat)
Han - 韓, Hán - (403 aC - 230 aC) va ser un regne resultant de la Partició de Jin en el període dels Regnes Combatents de la història xinesa. No ha de ser confós amb el regne de Corea que comparteix el mateix caràcter.
El seu territori bloquejava el pas directe a l'estat de Qin en les planes del nord de la Xina, convertint-se en objectiu freqüent de les expedicions Qin. Malgrat les reformes realitzades en Han per a enfortir el seu poder, sobretot sota el famós legalista Shen Buhai, mai venceria a Qin. De fet va ser el primer dels sis regnes a ser conquerit per Qin.

## Ascens

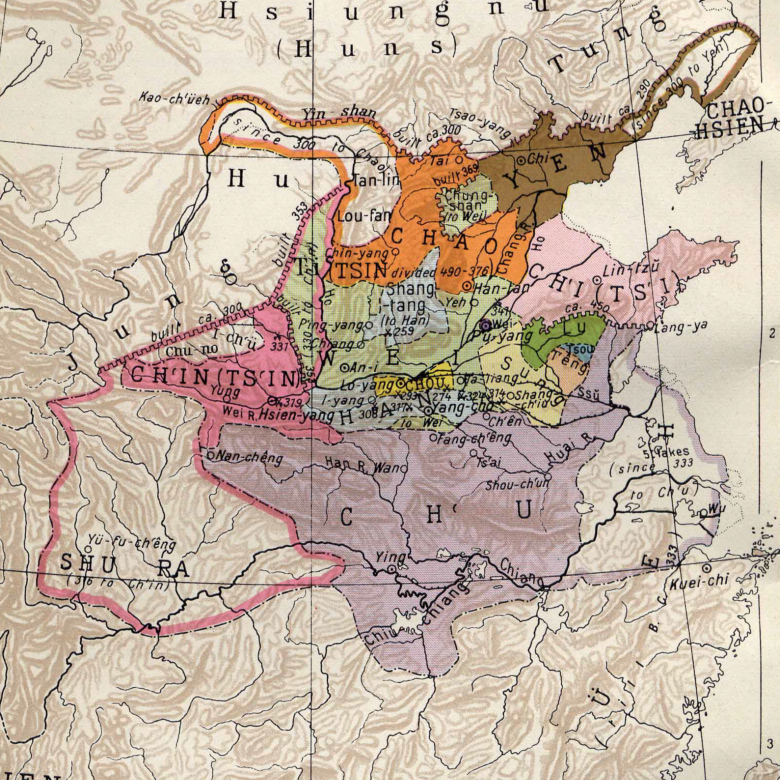
Set regnes combatents

D'acord amb el Shiji, la família Han descendeix dels reis Zhou. Aquests van lliurar Hanyuan (韓原) a la família Han, des del qual guanyarien poder i influència. En el 403 aC, el Marquès Jing de Han (韓景侯), juntament amb el Marquès Wen de Wei i el Marquès Lie de Zhao, van dividir l'estat de Jin en tres: Han, Wei i Zhao, fet amb el qual començaria el període dels Regnes Combatents i la independència política de Han. El Rei Lie de Zhou va ser obligat a reconèixer els nous estats, elevant a la categoria de marquesos als seus governants.

## Apogeu
L'any 375 aC Han va conquerir i annexionar Zheng, ampliant així el seu territori i va traslladar la seva capital de Yangzhai a Xinzheng absorbint l'herència de Zheng. El punt culminant de l'estat Han va ser durant el govern del Marquès Xi de Han, que nomenà a Shen Buhai com el seu Canceller i va implementar la filosofia legalista de Shen. Les polítiques de Shen enfortiren l'estat de Han i el regne es convertí en una societat xiaokang, reforçant la seva capacitat militar. En 323 aC Sota el rei Xuanhui, Han es va declarar un regne independent, com van fer els marquesos de Zhongshan, Wei, Yan, i Zhao. Han, Wei, Yan, i Zhao es van aliar i reconèixer mútuament com a reis. Els aliats, liderats pel general Zhao Pang Nuan van atacar Qin però van ser derrotats el 318 aC a la batalla de Hangu al pas estratègic de Hangu,

## Caiguda
Amb la Partició de Jin, l'estat de Han havia quedat aïllat i encerclat per tots els costats per altre estats poderosos com Chu, Qi, Qin, i Wei i no tenia cap manera fàcil d'ampliar encara més el seu propi territori i recursos. Han era el més petit dels set estats, i va ser assetjat militarment per veïns més poderosos. Durant el seu declivi constant, l'estat de Han perdé el poder per defensar el seu territori i va estar demanant assistència militar d'altres estats enfront de les invasions. La lluita entre Wei i Qi pel control de Han va donar lloc a la batalla de Maling, que va establir Qi com l'estat preeminent a l'est. La invasió de Han per Qin en la província de Shangdang va portar en el 260 aC a la batalla de Changping, la més sagnant de tot el període. Finalment, Han va esdevenir el primer dels sis estats en ser conquerit per l'expansió de Qin en el 230 aC.